# Caol Ila
Caol Ila (рус. Кул Ила) — марка одного из шотландских виски, производимого на одноимённой винокурне, которая расположена на северо-востоке острова Айлей рядом с городком Порт-Аскейг (англ. Port Askaig). Источником воды для напитков служит озеро Лох-Нам-Бан (англ. Loch Nam Ban), которое находится неподалёку.

## Происхождение названия
Название напитка и производства переводится как "Пролив Айлей". Гэльское слово Caol можно толковать как "узкий ручей или пролив". Таким образом, название является ссылкой на то, что винокурня расположена близ пролива между островами Айлей и Джура.

## История
Производство было основано в 1846 году Гектором Хэндерсоном (англ. Hector Henderson), предпринимателем, который владел или был совладельцем ряда других. Однако, он не справился с управлением компанией и в 1854 году продал Caol Ila владельцу производства Isle of Jura Норману Буханану (англ. Norman Buchanan). В 1863 году новый владелец продал производство компании Bulloch Lade & Co из Глазго, занимавшейся купажированием. С тех пор продукция Caol Ila имеет хорошую репутацию среди блендеров, и этот виски входит в состав многих купажей.
В 1879 году Bulloch Lade & Co усовершенствовали винокурню, использовав новый в то время строительный материал бетон. К 1880-м на заводе ежегодно производилось более чем 147 000 галлонов виски. В 1920 году Bulloch Lade & Co прекратили своё существование, и для управления винокурней сформировалась Caol Ila Distillery Company Ltd. В 1927 году Distillers Company Limited заинтересовалась Caol Ila, а в 1930 году Scottish Malt Distillers Ltd приобрела в собственность все акции винокурни.
Винокурня была закрыта во время Второй мировой войны с 1942 до 1945 гг. из-за военных ограничений на поставку ячменя. В 1972 году она была модернизирована, и количество перегонных кубов увеличилось с двух до шести. На сегодняшний день (2009 год) это самое большое производство виски на острове и принадлежит оно Diageo.